# Sally Mayes
Sally Lee Mayes (Livingston, 1954) è un'attrice e cabarettista statunitense.

## Biografia
Dopo gli studi all'Università di Houston, Sally Mayes ha fatto il suo debutto sulle scene come cantante jazz e rock nella capitale texana. Fece il suo debutto a Broadway nel 1989 con il musical di Cy Coleman Welcome to the Club, per cui vinse il Theatre World Award.
Dopo un'apparizione nell'Off Broadway del 1989 in Closer Than Ever, nel 1993 riscosse grande successo a Broadway con il musical She Loves Me e per la sua performance nel ruolo di Ilora Ritter la Mayes ottenne una candidatura al Drama Desk Award e al Tony Award alla miglior attrice non protagonista in un musical. Successivamente ha recitato in diverse altre produzioni dell'Off Broadway, prima di tornare a Broadway nel 2003 con la prima di Urban Cowboy, a cui seguì un apprezzato revival di Steel Magnolias nel 2005, in cui recitò accanto a Christine Ebersole e Lily Rabe.
È sposata con Bob Renino, da cui ha avuto il figlio Ben Robert.

## Filmografia parziale

### Cinema
- City Hall, regia di Harold Becker (1996)
- The Producers - Una gaia commedia neonazista (The Producers), regia di Susan Stroman (2005)

### Televisione
- Sex and the City - serie TV, episodio 4x11 (2001)
- Law & Order: Criminal Intent - serie TV, 1 episodio (2002)
- Alpha House - serie TV, 1 episodio (2013)

## Doppiatrici italiane
Nelle versioni in italiano delle opere in cui ha recitato, Sally Mayes è stata doppiata da:
- Cristina Giolitti in Law & Order: Criminal Intent